# 25798 Reneeschaaf
25798 Reneeschaaf este un asteroid din centura principală de asteroizi.

## Descriere
25798 Reneeschaaf este un asteroid din centura principală de asteroizi. A fost descoperit pe 4 februarie 2000 la Socorro, New Mexico, în cadrul proiectului LINEAR. Asteroidul prezintă o orbită caracterizată de o semiaxă mare de 2,80 ua, o excentricitate de 0,04 și o înclinație de 1,4° în raport cu ecliptica.